# Zarbali Gurbanov
Zarbali Gasim oglu Gurbanov (en azerí: Zərbəli Qasım oğlu Qurbanov; Basarkecher, 1932 - Bakú, 2003) fue un político y periodista de Azerbaiyán, Primer Secretario del Comité del Partido del Raión de Amasiay (1981-1985), editor jefe del periódico Armenia Soviética (1985-1989).

## Biografía
Zarbali Gurbanov nació en pueblo de Narimanli en el año 1932. Se graduó de la Academia de Administración Pública en 1968. Entre 1981 y 1985 fue Primer Secretario del Comité del Partido del Raión de Amasiay. Zarbali Gurbanov fue nombrado editor jefe del periódico Armenia Soviética en los años 1985-1989.
En 1989 se mudó a Bakú. El 12 de julio de 1994 fue nombrado inspector principal en el Comité Estatal de Refugios y Desplazados Internos de la República de Azerbaiyán. Desde 1998 hasta el final de su vida trabajó en la oficina presidencial.
Zarbali Gurbanov falleció en la ciudad de Bakú. 